# Чакунды
Чакунды (лат. Anodontostoma) — род лучепёрых рыб из семейства сельдевых (Clupeidae). Широко распространены в Индо-Тихоокеанской области. Максимальная длина тела у представителей разных видов варьирует от 18 до 22 см. Морские рыбы, могут заходить в эстуарии и устья рек.

## Описание
Тело очень высокое, его высота составляет от 40 до 75 % стандартной длины тела у особей длиной более 9 см. Вдоль всей средней линии брюха тянется киль из приострённых чешуй. Рот конечный или полунижний. Верхушка верхней челюсти утончённая и не загибается вниз. Нижняя челюсть короткая, её края расширены. Многочисленные жаберные тычинки мелкие, на нижней части первой жаберной дуги от 50 до 170 жаберных тычинок. Последний луч спинного плавника не удлинённый. Анальный плавник короче длины головы, с 17—25 мягкими лучами. Чешуйки перед спинным плавником образуют единый срединный ряд. Тело покрыто относительно мелкой циклоидной чешуёй. Задние края чешуи зубчатые, зубцы шире или уже промежутков между ними. В боковой линии 38—45 чешуй. За жаберными крышками есть тёмное пятно.

## Классификация
В составе рода выделяют три вида:
- Anodontostoma chacunda (Hamilton, 1822) — Обыкновенная чакунда, или сельдь-тупорылка, или короткопёрая тупорылка
- Anodontostoma selangkat (Bleeker, 1852) — Индонезийская чакунда
- Anodontostoma thailandiae Wongratana, 1983 — Таиландская чакунда